# Piélagos
Piélagos is een gemeente in de Spaanse provincie Cantabrië in de regio Cantabrië met een oppervlakte van 89 km². Piélagos telt 24.574 inwoners (1 januari 2016).
Aan het strand van de badplaats Liencres in de gemeente, Liencres Playa, start de zestiende etappe van de Ronde van Spanje 2023.

## Plaatsen
De gemeente kent de volgende plaatsen:
- Arce
- Barcenilla
- Boo
- Carandía
- Liencres
- Mortera
- Oruña
- Parbayón
- Quijano
- Renedo (hoofdplaats)
- Vioño
- Zurita

## Demografische ontwikkeling
Bron: INE; 1857-2011: volkstellingen